# Українські радянські художники. Довідник
Українські радянські художники. Довідник — україномовний довідник, який містить відомості про художників і мистецтвознавців УРСР, членів Спілки художників України за станом на 1 січня 1971 року. Видання довідника є першою спробою підготовки і систематизації матеріалів про життя і творчість членів Спілки. Обсяг книги 563 сторінки.  Виданий видавництвом «Мистецтво» на початку 1972 року накладом 6 000 примірників. Надруковний книжковою фабрикою «Жовтень». Роздрібна ціна книги становила 2 карбованця 80 копійок.

## Зміст
Кожна довідка складається з коротких основних біографічних відомостей (дата і місце народження, освіта, місце проживання, партійність), переліку основних творів художника чи мистецтвознавця, з зазначенням перших республіканських і всесоюзних виставок, урядових нагород. Під час роботи над гранками довідника були внесені відповідні зміни, що відбулися протягом першої половини 1971 року, а саме: додатковий список нових членів Спілки, відомості про урядові нагороди і почесні звання, захист дисертацій тощо. 

## Автори
Уклали: Даскалова Рада Олександрівна, Кучеренко Зоя Василівна, Мальцева Валентина Федорівна, Стрєлова Зоя Костянтинівна, Турунова Людмила Іванівна, Фіщенко Лариса Іванівна, Цельтнер Володимир Павлович. Відповідальний редактор Верба Ігор Іванович.

## Джерело
- Бібліотека українського мистецтва. [Архівовано 17 липня 2020 у Wayback Machine.]